# У потрази за правдом
У потрази за правдом (енгл. Out for Justice) је амерички акциони трилер филм из 1991. године режисера Џона Флина, са Стивеном Сигалом, Вилијамом Форсајтом, Џеријем Орбахом и Џоом Чампом у главним улогама. Радња филма прати Ђина Фелина, полицијског детектива који креће у потрагу за локалним дилером дроге, Ричијем Маданом, како би осветио смрт свог пријатеља.
Премијерно је објављен у бископима САД 12. априла 1991. године. Укупна зарада од филма износила је 39.6 милиона $, што га у поређењу са продукцијским буџетом од 14 милиона $, чини делимично исплативим. Добио је генерално негативне критике како од публике тако и од критичара, мада је знатно боље прихваћен код публике што је лако уочљиво на сајту Ротен томејтоуз, где од стране публике има проценат од 53%, а од критичара знатно нижих 23%. 
Филм је првобитно због превеликих сцена насиља био рангиран за ознаком NC-17 (материјал који је искључиво намењен одраслој публици) , али је међутим направљено неколико пресека акционих сцена са израженим сценама насиља за објављивање филма у иностранству.

## Радња
Полицијски детектив Ђино Фелино одрастао је на улицама Бруклина које познаје као свој џеп, што му и те како користи у обрачуну са најразличитијим криминалцима. Иако се налази пред разводом са својом супругом, Вики, чини све како би свом сину пружио прави дом. У томе му помаже његов партнер и најбољи пријатељ, Боби Лупо, са којим Ђино иде у свакодневне патроле. Али након једне од њих, Бобија у сред бела дана на очиглед жене и његово двоје деце, брутално убије локални наркоман и дилер дроге, Ричи Мадано. Са жељом да освети пријатељево убиство, Ђино креће у потрагу за Маданом, за којим је такође због нерашчишћених рачуна кренула и локална мафија...

## Улоге
| Глумац            | Улога                  |
| ----------------- | ---------------------- |
| Стивен Сигал      | детектив Ђино Фелино   |
| Вилијам Форсајт   | Ричи Мадано            |
| Џери Орбак        | капетан Рони Донзигер  |
| Џо Чампа          | Вики Фелино            |
| Шарин Мичел       | Лори Лупо              |
| Сал Ричардс       | Френки                 |
| Ђина Гершон       | Пети Мадано            |
| Џеј Аковон        | Боби Армс              |
| Ник Корело        | Џои Догс               |
| Кент Макорд       | Џек                    |
| Џо Спатаро        | детектив Боби Лупо     |
| Роберт Ласардо    | Бочи                   |
| Џон Толс-Бег      | Кинг (краљ)            |
| Ед Диси           | детектив Диси          |
| Роналд Макон      | Дон Виторио            |
| Ентони Десандо    | Вини Мадано            |
| Доминик Кијанеси  | гдин. Мадано           |
| Вера Локвуд       | гђа. Мадано            |
| Џулијана Маргулис | Рика                   |
| Ден Иносанто      | Стикс                  |
| Џон Легвизамо     | дечак на улици         |
| Кејн Ходер        | један од чланова банде |
| Шенон Вери        | Тери Малој             |
| Џули Стрејн       | Роксан Форд            |